# Aeroportul Talakan
Aeroportul Talakan (IATA: TLK, ICAO: UECT) este un aeroport din Lenski raion⁠(d), Iacutia, Rusia ce deservește zona Talakanskoe neftegazokondensatnoe mestorojdenie⁠(d). Aeroportul a fost tranzitat în 2018 de 313.737 de pasageri. A fost deschis în decembrie 2012.
Situat la o altitudine de 405 m, aeroportul dispune de 1 pistă. Este operat de Surgutneftegas.

## Infrastructură

### Piste
Aeroportul dispune de o singură pistă. Pista 01/19 are suprafața de Beton armat și dimensiunile 3.100 m × 42 m. 